# Elasmus tetrastichi
Elasmus tetrastichi är en stekelart som beskrevs av Jean Risbec 1951. Elasmus tetrastichi ingår i släktet Elasmus och familjen finglanssteklar.
Artens utbredningsområde är Elfenbenskusten. Inga underarter finns listade i Catalogue of Life.